# Comuna Manuilivka, Mala Vîska
Manuilivka (în ucraineană Мануйлівка) este o comună în raionul Mala Vîska, regiunea Kirovohrad, Ucraina, formată din satele Lutkivka și Manuilivka (reședința).

## Demografie
Componența lingvistică a comunei Manuilivka
     Ucraineană (98,13%)
     Rusă (1,7%)
     Alte limbi (0,18%)
Conform recensământului din 2001, majoritatea populației comunei Manuilivka era vorbitoare de ucraineană (98,13%), existând în minoritate și vorbitori de rusă (1,7%).